# Peter Vetsch
 (décembre 2022).
Si vous disposez d'ouvrages ou d'articles de référence ou si vous connaissez des sites web de qualité traitant du thème abordé ici, merci de compléter l'article en donnant les références utiles à sa vérifiabilité et en les liant à la section « Notes et références ».
Pour les articles homonymes, voir Peter.
Peter Vetsch, né le 14 mars 1943 à Sax dans le canton de Saint-Gall, est un architecte suisse, renommé depuis 1978 en construction de maisons organiques.

## Biographie

### Formation
De 1950 à 1956, il fréquente l’école primaire à Sax ou il est né, puis l’école secondaire de Frümsen jusqu’en 1959. En 1962, il suit les cours de l’école d’agriculture de Cernier, dont il est diplômé, puis fait un apprentissage de dessinateur en bâtiment à Winterthour jusqu’en 1965, avant de travailler, entre 1965 et 1966, dans un cabinet d'architecte à Saint-Gall. Au cours des années suivantes, Vetsch fréquente l'académie des beaux-arts de Düsseldorf en Allemagne, dont il sort diplômé en 1970. De 1971 à 1974, il travaille dans les cabinets d'architecture Krass de Düsseldorf, et Hasler de Zurich. 

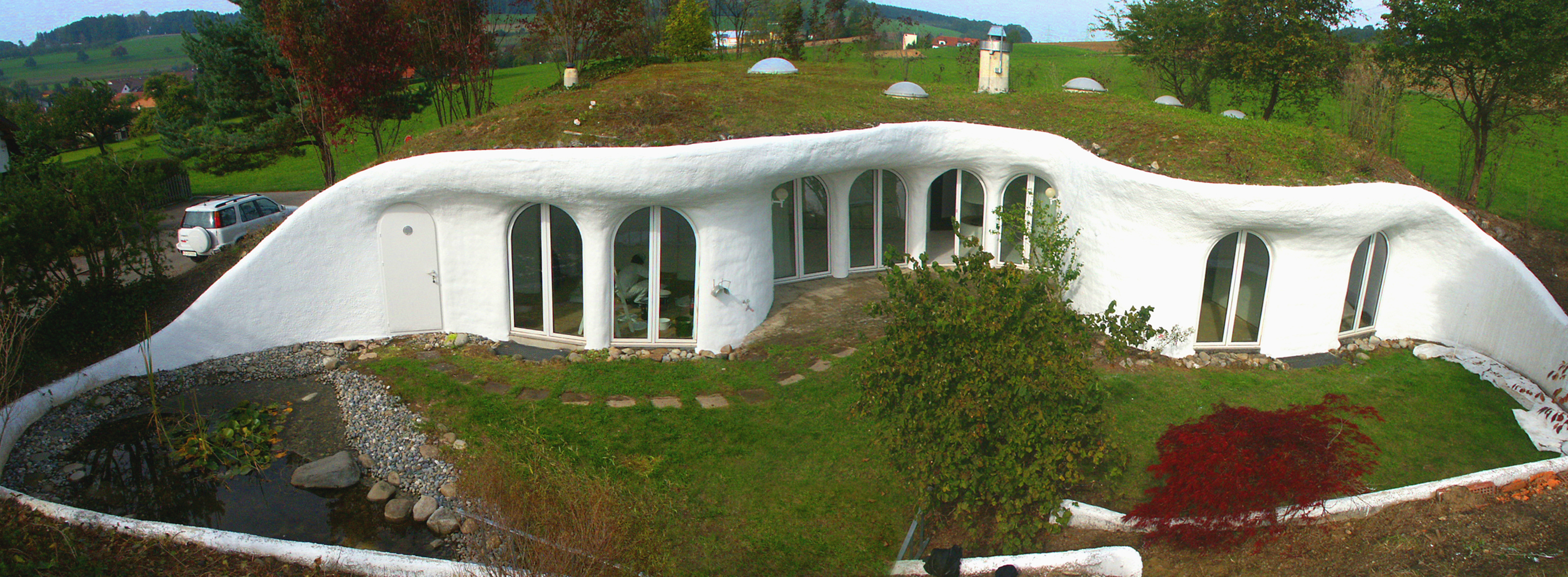
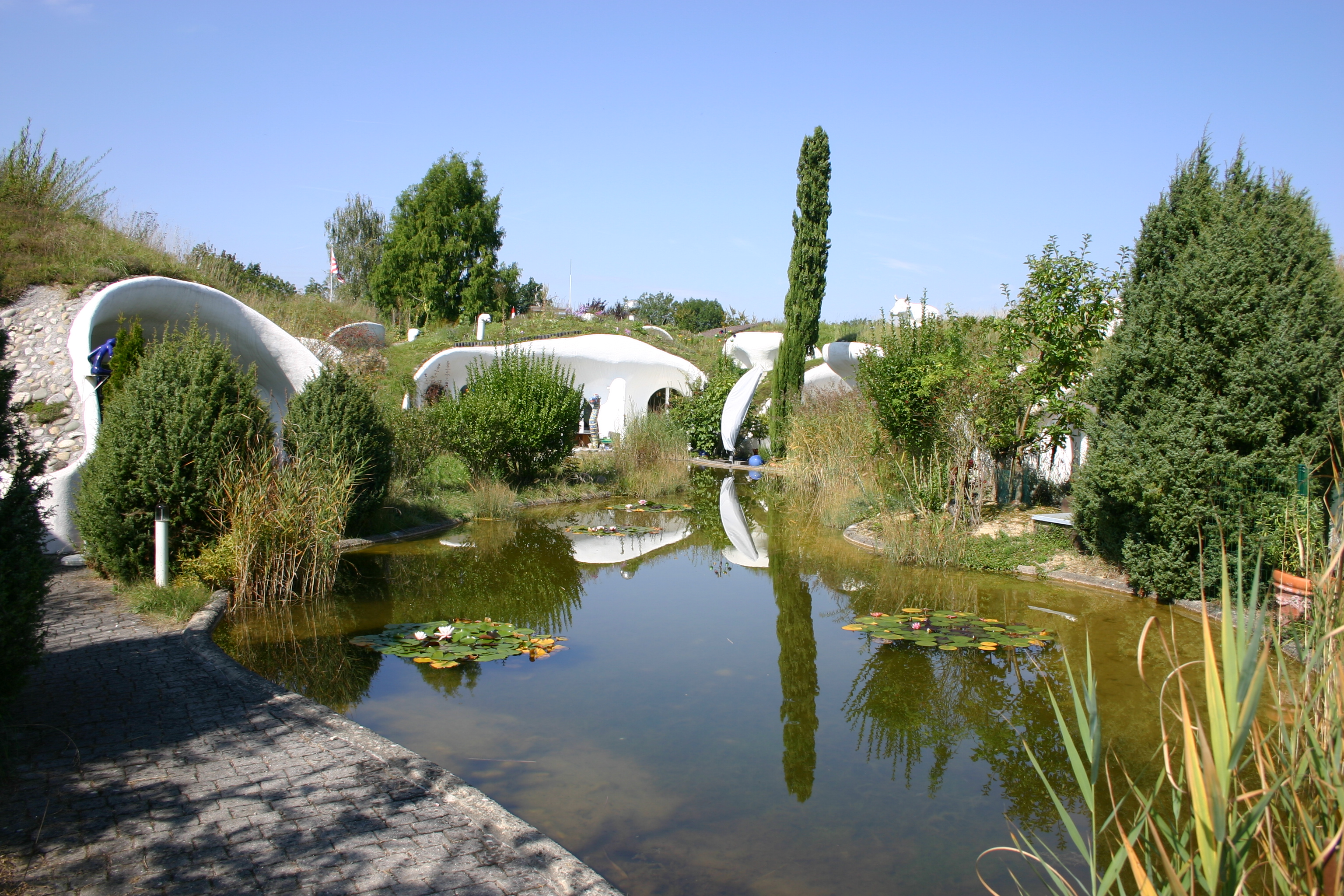
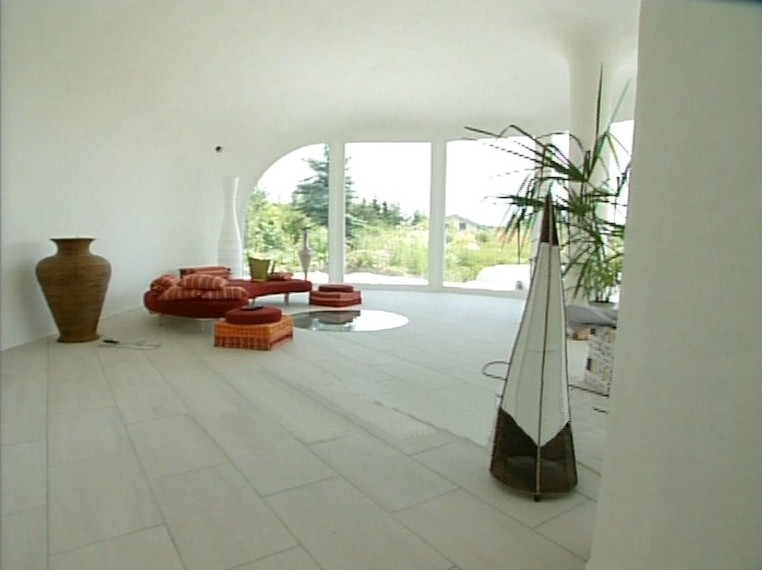

### Maison organique
Peter Vetsch créé son propre cabinet d'architecte « Peter Vetsch Architekt » en 1974 à Zumikon, puis à Dietikon en 1978, ou il construit sa première maison organique. Il travaille depuis en particulier sur ce concept de maison en béton armé, dont il a réalisé depuis plus de 90 modèles en 2007...

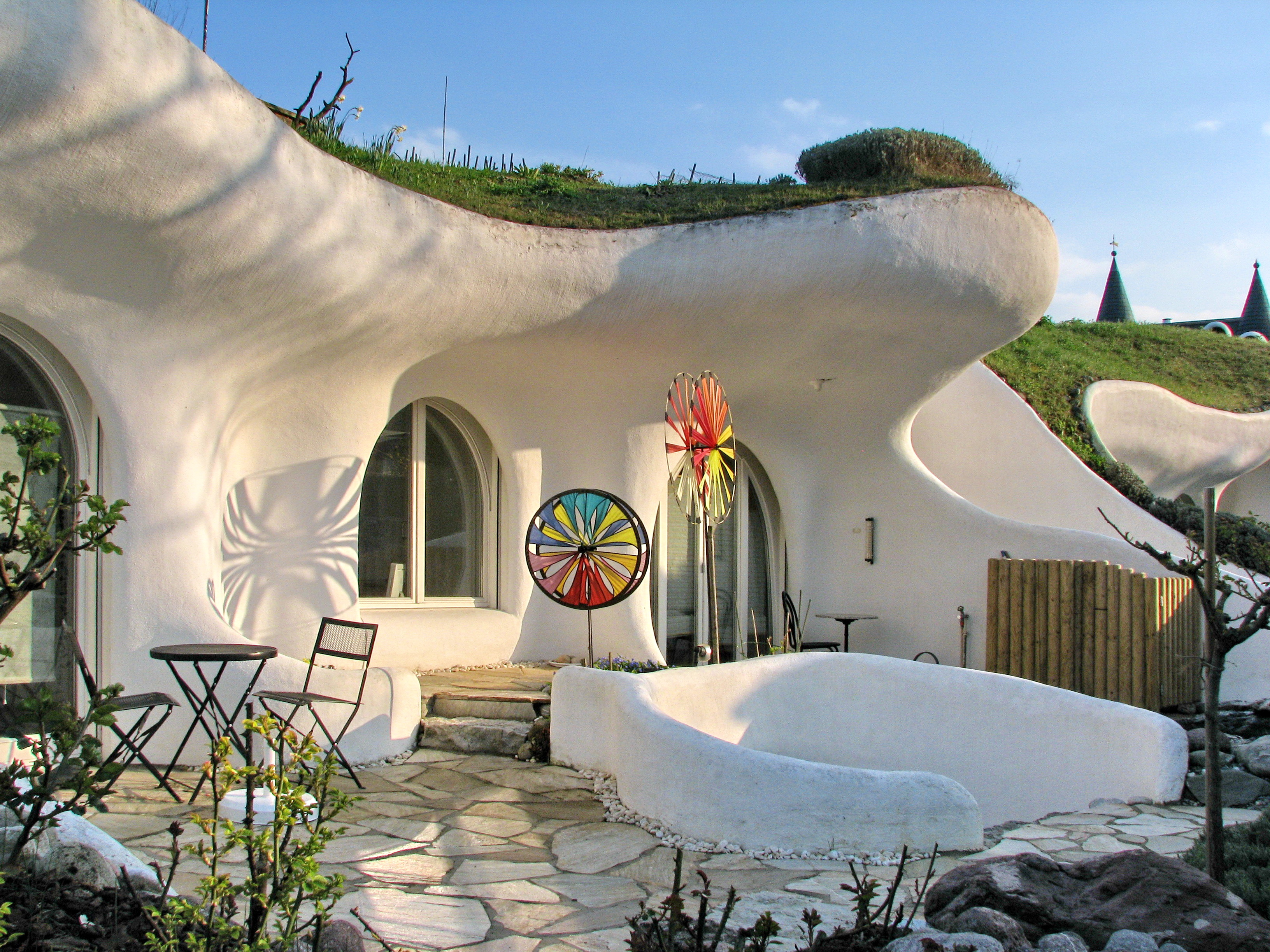
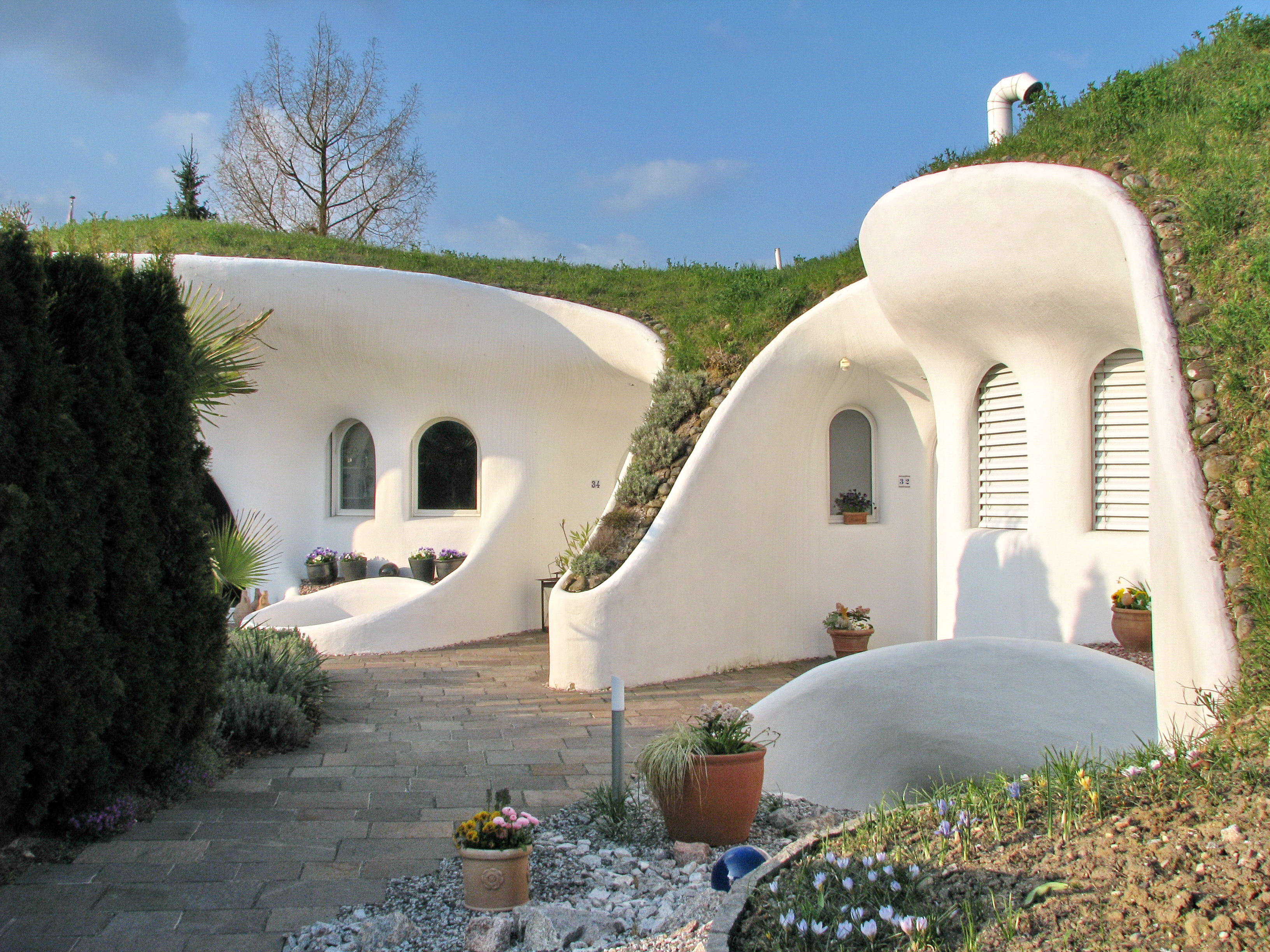
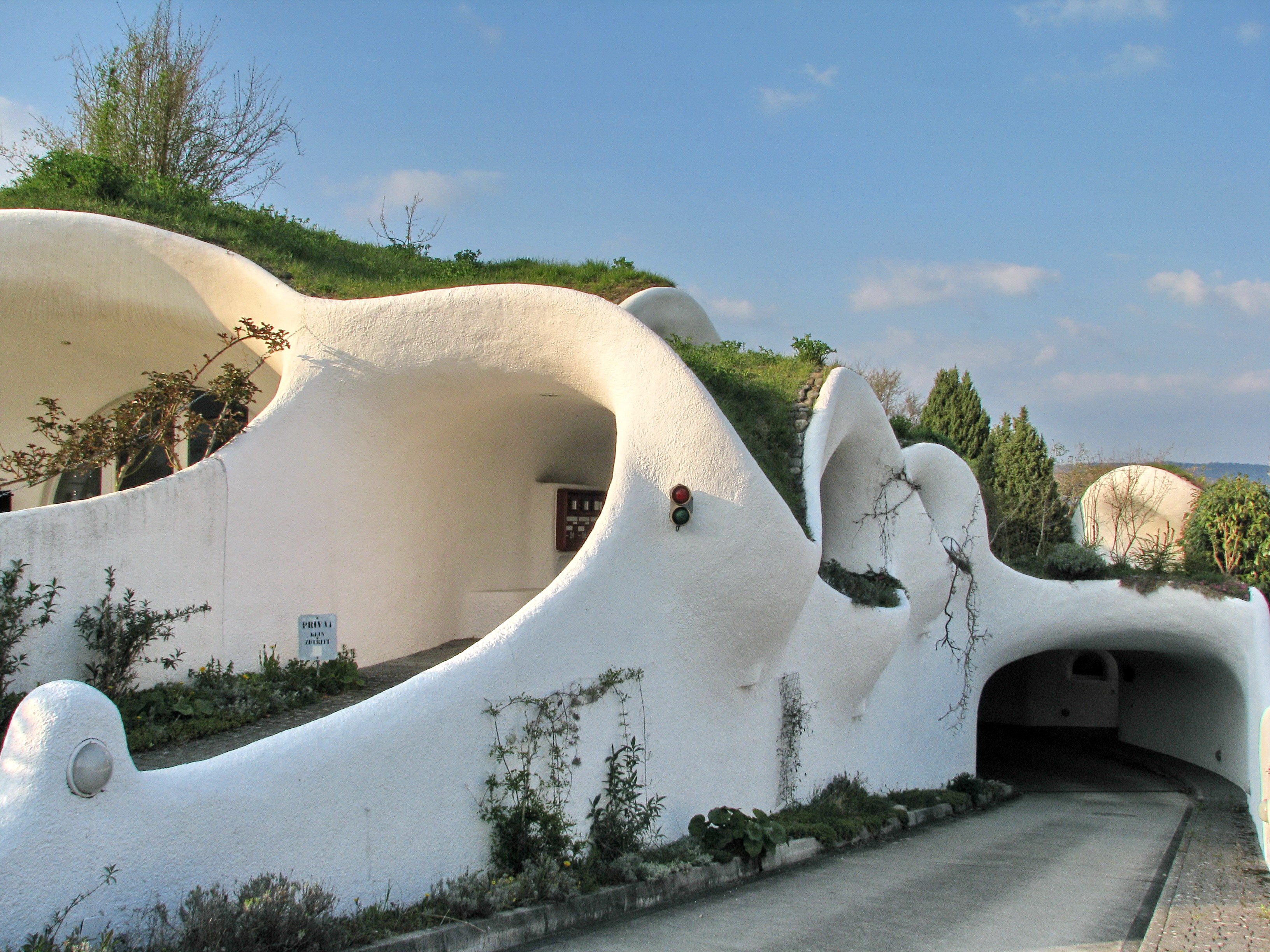
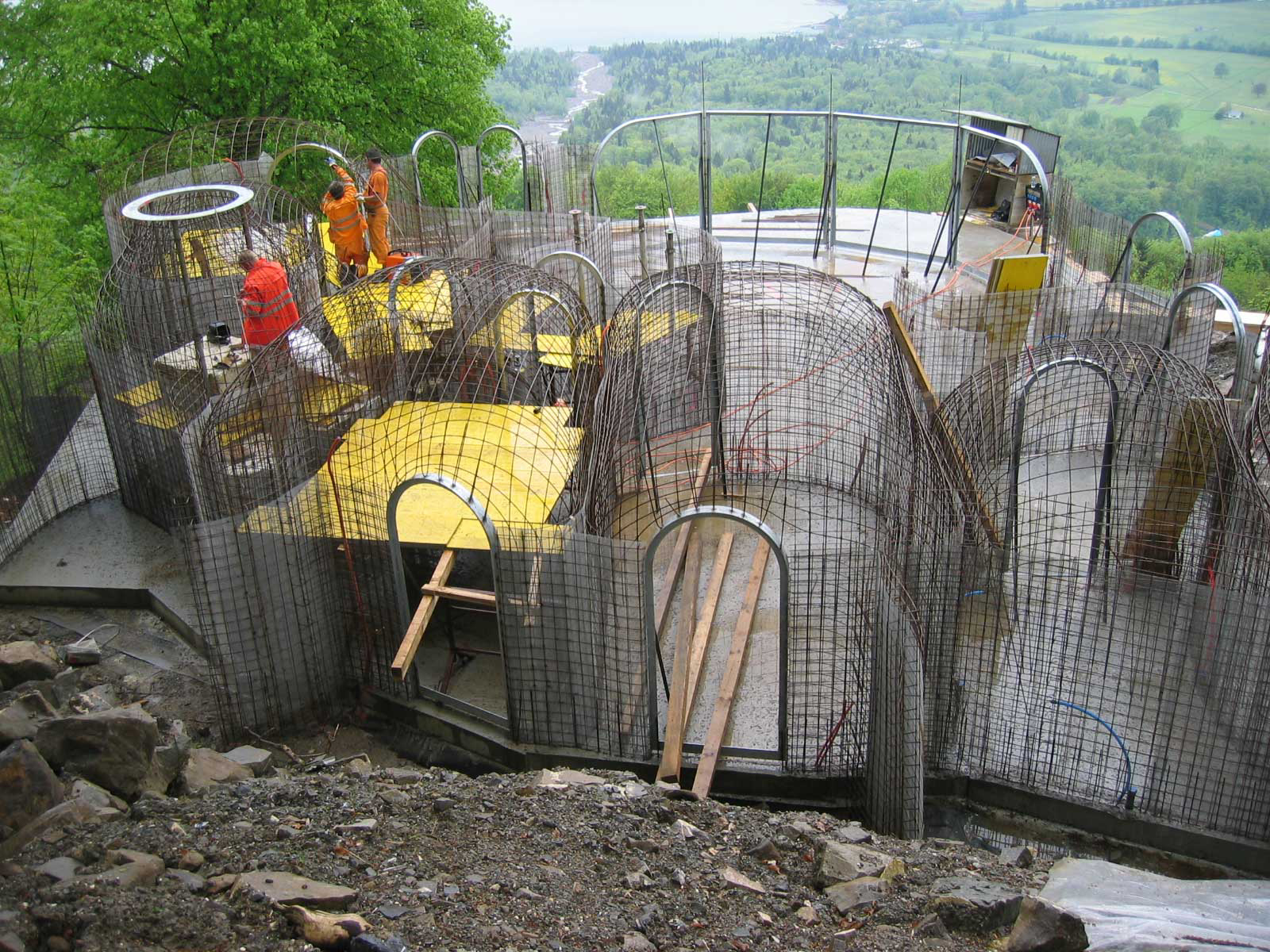
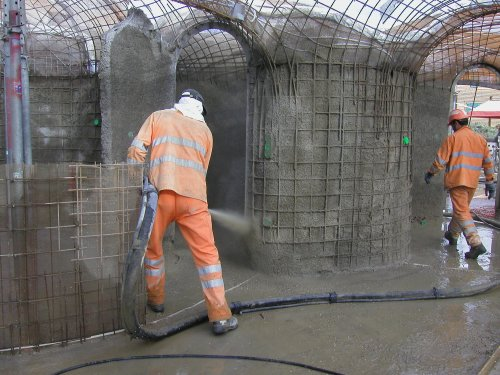

Il s'intéresse principalement à l'architecture écologique ou il laisse entré la lumière grâce à des baies vitrées et respectueuse de l'environnement, intégrée dans la nature sur terrain paysagé, avec patios, bassins, toiture végétale, architecture d'intérieur design, inspiré par un mélange d'esprit créatif innovant d'architecture moderne de Le Corbusier, et par l'architecture écologique, architecture bionique, et le design original des maisons bulles, blob architecture, habitat troglodytique, caveau (maison), maison Hobbit, et autres géonef...

## Quelques architectes organiques
- Jean-Louis Chanéac
- Mike Reynolds (géonef)
- Pascal Haüsermann (Museumotel)
- Jacques Couëlle, et son élève Antti Lovag (Palais Bulles de Pierre Cardin, Maison Gaudet)

## Sources
- Erhard Wagner, Earth and cave architecture, Peter Vetsch, Sulgen, Niggli Verlag, 1994
- (de) ou (en) « Peter Vetsch ag » (consulté le 30 novembre 2007)